# Axyronotus
Axyronotus is een geslacht van rechtvleugeligen uit de familie Xyronotidae. De wetenschappelijke naam van dit geslacht is voor het eerst geldig gepubliceerd in 1979 door Dirsh & Mason.

## Soorten
Het geslacht Axyronotus  is monotypisch en omvat slechts de volgende soort:
- Axyronotus cantralli (Dirsh & Mason, 1979)